# Элькин, Илья Борисович
Илья́ Бори́сович Э́лькин (Елькин; 1919 — ?) — снайпер Великой Отечественной войны, красноармеец 4-й роты 2-го батальона 16-го пограничного полка. На его счету 207 уничтоженных противников.

## Биография
Родился в 1919 году в Екатеринославе в еврейской семье.
С октября 1939 по октябрь 1941 проходил службу снайпером в 418-м стрелковом полку 133-й стрелковой дивизии. C октября 1941 года служил в 16-м пограничном полку (войска НКВД) .

## Награды
- Приказом войскам Западного фронта от 19 декабря 1941 года № 0411 за образцовое выполнение заданий командования от имени Президиума Верховного Совета СССР награждён орденом Красной Звезды[1].
- Приказом войскам 49-й армии Западного фронта № 037 от 12 сентября 1942 года Элькин награждён медалью «За отвагу».
- Приказом войскам Западного фронта № 012 от 10 января 1943 года награждён орденом «Отечественной войны II степени».

## Память
Об Илье Элькине написана книга:
- Санников М. Пограничник-снайпер Илья Элькин: [о лучшем снайпере-пограничнике Зап. фронта И. Элькине] // Пограничник. — 2010. — № 3. — С. 29[2].